# Jinomrefu
Jinomrefu is een geslacht van uitgestorven katachtige roofdieren uit de familie Barbourofelidae. Dit dier leefde tijdens het Mioceen in oostelijk Afrika. De typesoort is Jinomrefu lakwanza.

## Fossiele vondst
Jinomrefu werd in 2020 beschreven op basis van een gedeeltelijke rechteronderkaak met enkele tanden afkomstig uit Nakwai in Kenia. De vondst dateert uit het Vroeg-Mioceen met een ouderdom van ongeveer 22,8 miljoen jaar. Jinomrefu is de oudst bekende barbourofelide uit Afrika en is één tot twee miljoen jaar ouder dan Ginsburgsmilus. Jinomrefu had geen sabeltanden zoals zijn later levende verwanten en de hoektanden waren nog slechts licht verlengd, vergelijkbaar met die van een nevelpanter. De geslachtsnaam en soortnaam zijn beide afkomstig uit het Swahili: jino betekent tand, mrefu lang en lakwanza eerste.
Het fossielenbestand van Nakwai toont een samenstelling van roofzoogdieren die bestaat uit de oudste Afrikaanse carnivoren - naast Jinomrefu ook mangoesten en civetkatten - en hyaenodonten behorend tot drie onderfamilies.